# 阿尔班·德·维尔纽夫-巴尔热蒙

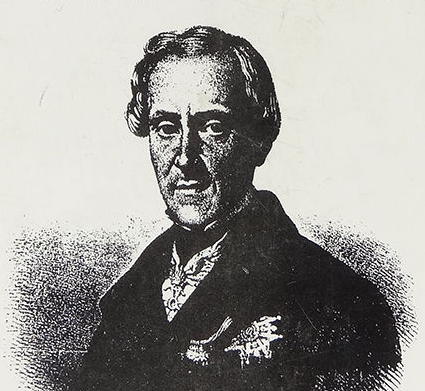
阿尔班·德·维尔纽夫-巴尔热蒙

阿尔班·德·维尔讷夫-巴尔热蒙子爵（法語：Le vicomte Alban de Villeneuve-Bargemon；1784年8月8日—1850年6月8日）是一个法国经济学家、政治家、正统派贵族，信仰天主教。他出生于滨海阿尔卑斯省圣欧邦，逝世于巴黎。七月王朝时期，他与阿尔芒·德·梅伦一起首次揭露制造业的剥削，并推动通过第一部社会法。他是法兰西学会下属的法兰西人文院的成员，并被授予法国荣誉军团的指挥官勋位。他被认为是“封建社会主义”的代表人物之一。